# Калинников, Василий Сергеевич
Васи́лий Серге́евич Кали́нников (1 [13] января 1866, Первый Воин, Мценский район — 29 декабря 1900  [11 января 1901], Ялта, Таврическая губерния) — русский композитор и фаготист.

## Биография
Калинников происходил из чиновничьей семьи, образование получил в Орловской духовной семинарии, где начал обучаться музыке и некоторое время дирижировал хором.
Младший брат Василия Сергеевича — Виктор Сергеевич — тоже стал композитором.
В 1884 году поступил в подготовительные классы при Консерватории, однако, не имея возможности платить за обучение, через несколько месяцев был отчислен. Тем не менее, ему удалось получить место в Музыкально-драматическом училище Московского филармонического общества, где учился по классам фагота (игра на духовых инструментах была категорически противопоказана его больным лёгким, но это был единственный класс, в котором Калинников мог учиться бесплатно) и композиции до 1891 года. Среди его педагогов были С. Н. Кругликов, А. А. Ильинский, П. И. Бларамберг. Калинников также посещал лекции В. О. Ключевского, которые тот читал в Московском университете.
Не имея надёжного заработка, Калинников вынужден был периодически играть в театральных оркестрах на скрипке, фаготе или литаврах, а также заниматься переписыванием нот. Поддержку музыканту оказывал музыкальный критик Семён Кругликов, одобрительно отзывался о его таланте Пётр Чайковский, рекомендовавший его на пост дирижёра Малого театра в 1892 году. Помимо дирижёрской деятельности, Калинников в этот период также давал частные уроки теории музыки и пения.
Осенью 1892 года у композитора появились признаки туберкулёза, и он уехал в Крым, где и провёл оставшиеся годы жизни, продолжая сочинять. Известно, что в Крыму его навещал Сергей Рахманинов, активно знакомивший Калинникова со столичными музыкальными новостями и (в собственном фортепианном исполнении) новинками творчества коллег.
Скончался 29 декабря 1900 (11 января 1901), похоронен на Поликуровском кладбище в Ялте (фото могилы). На надгробном памятнике высечены ноты главной темы его первой симфонии g-moll.

## Творчество
Стиль Калинникова продолжает традиции русской музыкальной классики (композиторов «Могучей кучки» и П. И. Чайковского). Наиболее известное сочинение Калинникова — Первая симфония g-moll, написанная в 1895 году и посвящённая Кругликову. Впервые исполненная на концерте Русского музыкального общества в Киеве, она имела огромный успех и до сегодняшнего дня входит в репертуар как отечественных, так и зарубежных оркестров, заслужив название «самой русской симфонии».
В увертюре Калинникова «Былина» звучит тема, первый такт которой — и мелодически, и гармонически — практически совпадает с мелодией гимна СССР, что породило утверждения о том, что Александров не является подлинным автором современного гимна России. Время сочинения увертюры, обычно датируемой 1893 годом, известно лишь предположительно: при жизни композитора она не исполнялась и была восстановлена по оркестровым партиям, сохранившимся в Государственном центральном музее музыкальной культуры. Впервые она была исполнена по радио 26 июля 1950 года оркестром под руководством С. Горчакова; сама партитура издана в 1951. Нет никаких данных о том, что автор советского гимна, к тому времени уже умерший, имел возможность ознакомиться с «Былиной» в архиве.

### Основные сочинения
- Пролог к неоконченной опере «В 1812 году» (1899—1900)
- Музыка к драме А. К. Толстого «Царь Борис» (1898)

Оркестровые произведения
- Симфония № 1 g-moll (1894—1895), наиболее часто исполняемое произведение композитора
- Симфония № 2 A-dur (1895—1897)
- Интермеццо № 1 fis-moll (1896)
- Интермеццо № 2 G-dur (1897)
- Фуга d-moll (1889)
- «Нимфы», симфоническая картина по Тургеневу (найдена в 1951)
- «Былина», увертюра (1892)
- «Кедр и пальма», симфоническая картина по Гейне (1897—1898)
- «Царь Борис» (1899)

Фортепианные сочинения
- Скерцо F-dur
- Модерато es-moll
- «Грустная песенка»
- Русское интермеццо
- Менуэт Es-dur
- Вальс A-dur
- Элегия b-moll
- Ноктюрн

Вокальные и хоровые сочинения
- Романсы для голоса и фортепиано на стихи Пушкина, Плещеева, Фофанова и других поэтов.
- Хоры a capella и с сопровождением оркестра.

## Увековечение памяти
- 3 августа 2009 года в городе Орле был открыт памятник Калинникову. Перед установкой монумента был отремонтирован и благоустроен сквер в створе 1-й Посадской и Комсомольской улиц возле музыкальной школы № 1, носящей имя Калинникова. Проект памятника был создан ещё 20 лет назад и только теперь (2009) его реализовали скульптор Леонид Бугай и архитектор Владимир Блинов. Памятник представляет собой полуфигуру композитора в творческом порыве под сенью ветвей калины, внизу — фигура сидящего мальчика, играющего на свирели. На постаменте вместо привычного названия — копия росписи композитора. Открытие памятника Василию Сергеевичу Калинникову в сквере его имени сопровождалось исполнением учениками музыкальной школы Калинникова 1-й симфонии, являющейся неофициальным гимном города Орла[5].

- Расположенная в районах Лианозово и Северный г. Москвы, музыкальная школа № 41 носит имя В. С. Калинникова[6].
- В Северном и Железнодорожном районах г. Орла именем В. С. Калинникова названы улица и проезд.
- В городе Ялта в Крыму с 1 июня 1965 года существует улица Калинникова, на которой расположена средняя школа № 10.
- Наименование «Композитор Калинников» носил теплоход Енисейского речного пароходства. Построен был в 1957 г. и до 1997 г. совершал рейсы между Красноярском и Дудинкой[7]. Теплоход описывается в книге Виктора Астафьева «Царь Рыба» (новелла «Сон о белых горах», на основе которой был снят фильм «Таёжная повесть»).